# 5e bataillon de volontaires de la Gironde
Le 5e bataillon des volontaires nationaux de la Gironde, était une unité militaire de l’armée Française créé sous la Révolution française. Il fut également appelé plus simplement 5e bataillon de la Gironde.

## Création et différentes dénominations
Le 5e bataillon de volontaires de la Gironde est formé à 8 compagnies et 1 compagnie de grenadiers le 25 septembre 1791 à Bordeaux.
- Compagnie de grenadiers
- 1re compagnie de Bordeaux
- 2e compagnie de Bordeaux
- 3e compagnie de Lesparre
- 4e compagnie de Bordeaux
- 5e compagnie de Bordeaux
- 6e compagnie de Bordeaux
- 7e compagnie de Bordeaux
- 8e compagnie de Lesparre

Le 5e bataillon de volontaires de la Gironde est dissous le 19 juin 1795 lors de son amalgame pour former la 13e demi-brigade de première formation.

## Commandant
- 1791-1793 : lieutenant-colonel Hugues Brisset de Montbrun de Pomarède originaire de Saint-Domingue.
- 1793-1795 : lieutenant-colonel Antoine Rabié, originaire de  Pauillac

## Historique des garnisons, combats et batailles

### 1791
Le bataillon est formé à Bordeaux le 25 septembre, avec 571 volontaires originaires des districts de Bordeaux (pour les 1re, 2e, 4e, 5e, 6e et 7e compagnies) et de Lesparre (pour les 3e et 8e compagnies).

Le 27 septembre, le bataillon est passé en revue par le général de Gestas puis part le 4 octobre pour Langon. Le 8 octobre, le bataillon détache 2 compagnies qui partent prendre garnison à Cadillac, 2 à Bazas, 1 à Preignac et 1 à Barsac et y demeurent durant tout l'hiver, sans habits et sans armes.

### 1792
Au début de l'année 1792, les 2 compagnies qui occupent Cadillac sont envoyées à Rions et Podensac tandis que le reste du 5e bataillon de la Gironde cantonne toujours dans les environs de Langon. Le bataillon reste sur ces positions jusqu'au 16 juin ou il prend garnison à Libourne en remplaçant le 3e bataillon de volontaires de la Gironde parti rejoindre l'armée du Midi.

Appelé par le général Montesquiou pour renforcer l'armée du Midi, le bataillon quitte Libourne le 12 juillet et passant par Périgueux le 14 juillet, Clermont-Ferrand le 26 juillet, Roanne le 30 juillet il arrive à Lyon le 2 août et prend ses quartiers aux camps de Cessieu ou il retrouve le 3e bataillon de volontaires de la Gironde.

Le 16 septembre, dans le cadre de la conquête de la Savoie, le bataillon est dirigé sur fort Barraux et le 21 il reçoit le baptême du feu à la prise du château des Marches. Outre les postes des Marches, les Piémontais quittèrent également les positions de Bellegarde,, d'Apremont et de Notre-Dame de Myans. Le 23 septembre, le bataillon se porte sur Montmélian qui ouvre ses portes.

Affecté à l'armée des Alpes il est en garnison à Collonges à partir du 18 novembre puis à Annecy à partir du 15 décembre.

### 1793
On retrouve le bataillon en casernement à Grenoble de début janvier au 7 mars date à laquelle il est dirigé par La Mure et Saint-Bonnet-en-Champsaur sur Gap ou il arrive le 11 mars. En avril il est cantonnement au camp d'Embrun. Redirigé vers le Nord, il repasse à Gap le 29 avril et se retrouve en juin à Chambéry avec un effectif de 621 hommes. Le 15 août le 5e est à Termignon et prend part à la deuxième campagne des Alpes, sous le commandement de Kellermann. On retrouve le 5e bataillon de volontaires de la Gironde à la retraite de La Maurienne, à l'affaire du pont d'Argentine, puis à celle du Mont-Cenis,.

En novembre, il quitte la Savoie et passant par Saint-Bonnet-en-Champsaur, le 13 novembre, Gap le 16, à Cuers le 26, il arrive le 28 devant Toulon et prend part au siège de la ville.
 
Après la reddition de la ville, mi-décembre, il suit le général Dugommier à l'armée des Pyrénées-Orientales pour prendre part à la guerre du Roussillon et est dirigé sur Perpignan ou il prend ses cantonnements.

### 1794
Le 27 mars, le 5e bataillon de la Gironde quitte ses cantonnements de Perpignan pour Ortaffa. Sous le commandement du général Pérignon il se distingue lors de la prise de la redoute de Montesquiou durant la bataille du Boulou le 30 avril. 

Le 1er mai il participe au siège du fort Saint-Elme et assiste à la capitulation de Collioure, le 26 mai.

Le 3 juin, affecté à la division Sauret il quitte Saint-Nazaire et arrive en Espagne, au camp de Cantallops, le 19. Fin août il est envoyé au camp Darnius et, en septembre, il est à la métairie de Cancères.
 Du 17 au 20 novembre il prend part aux batailles autour de Figueras et, à partir du 24, au siège de Roses.

### 1795
Après la capitulation de Roses, le 3 février, les 690 hommes du 5e bataillon sont envoyés au repos à Castellon de Ampurias où il est amalgamé, le 19 juin, avec 
- le 1er bataillon du 7e régiment d'infanterie (ci-devant Champagne) et
- le 6e bataillon de volontaires de la Gironde

pour former la 13e demi-brigade de première formation.